# 野孫神社
野孫神社（のまごじんじゃ）は、埼玉県さいたま市岩槻区の神社。

## 歴史
創建年代は不明である。ただ江戸時代後期の地誌『新編武蔵風土記稿』に「稲荷社」として掲載されていることから、少なくとも江戸時代後期には既に存在していたものと推測される。「光栄寺」が別当寺であった。光栄寺は天台宗の寺院であったが、明治初期の神仏分離により、廃寺に追い込まれた。
明治以降の近代社格制度では「無格社」であった。1908年（明治41年）の神社合祀により、無格社「久伊豆神社」と村社「稲荷神社」が合祀された。その際に「稲荷神社」から「野孫神社」に改称した。
「野孫」は当時の埼玉県南埼玉郡新和村の大字であった「野島方」と「孫十郎」を合わせた通称である。正式な地名となったのは1943年（昭和18年）であるが、それ以前から通称として知られていたものである。

## 交通アクセス
- 路線バス末田停留所より徒歩17分。

## 関連文献
- 「高曽根村枝郷孫十郎村 久伊豆社」『新編武蔵風土記稿』 巻ノ203埼玉郡ノ5、内務省地理局、1884年6月。NDLJP:764008/6。